# TVR・グランチュラ
グランチュラ（Grantura ）は、イギリスのTVRがかつて市販していた自動車。

## 概要
TVR初の市販モデルで、1957年にデビュー。

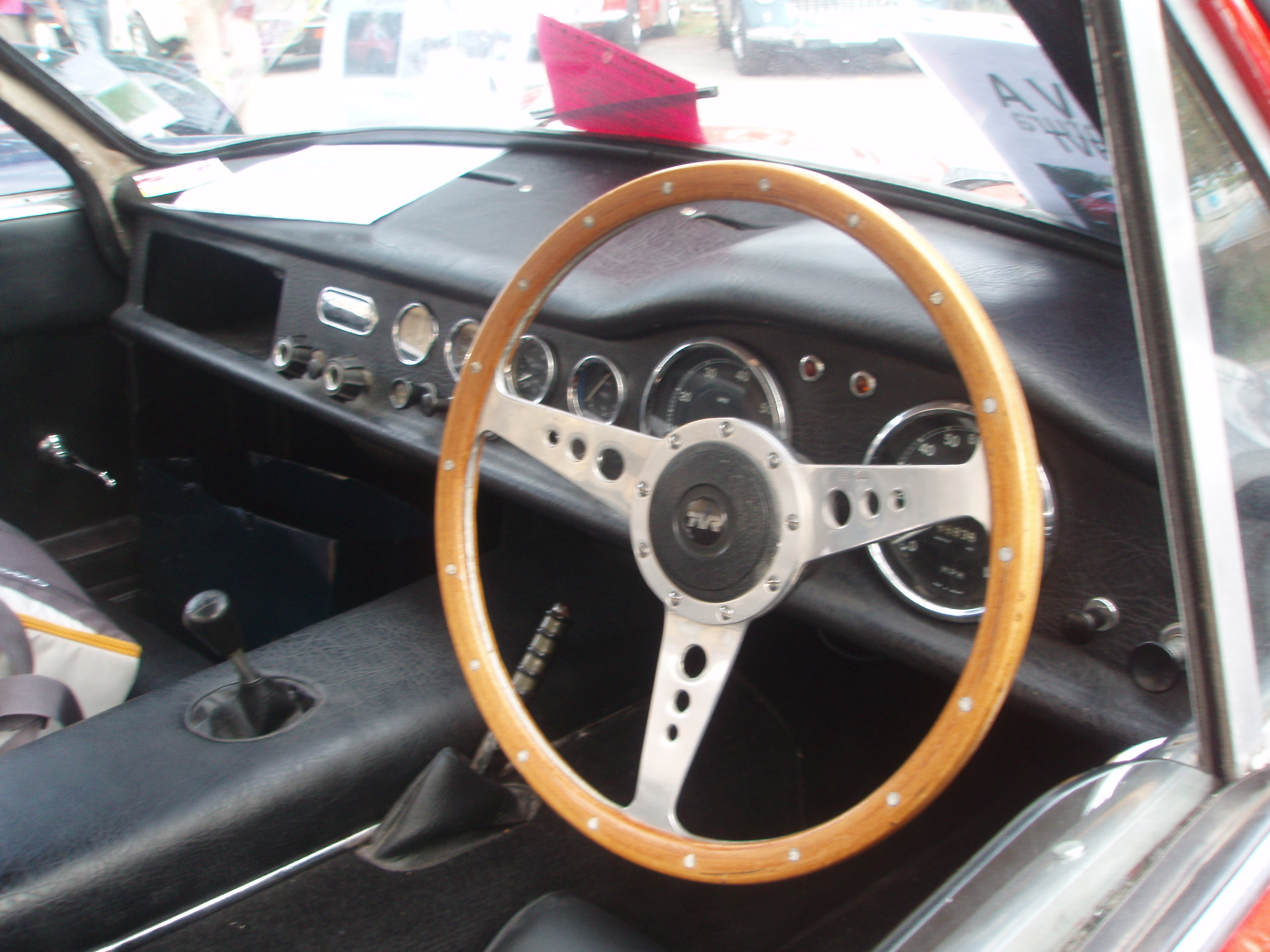
インテリア

ボディにはFRP製ボディと鋼管 チューブラーフレームを採用。これは後のTVR車でも基本となるスタイルとなった。ホイールベースを短く、かつトレッドを大きくとり、さらにフォルクスワーゲン・タイプ1用のトーションバーを流用して作ったトレーリングアームにより、俊敏な操作性能を得た。しかし、あまりにも俊敏な操作性能だった上、乗り心地があまり良くなかったため、日常生活で使用するという面ではあまり向いていなかった。
しかし1962年に発売されたマークIIIでは、ホイールベースを延長し、新設計のダブルウィッシュボーンを採用することで、この特性をいくらか抑えることに成功した。

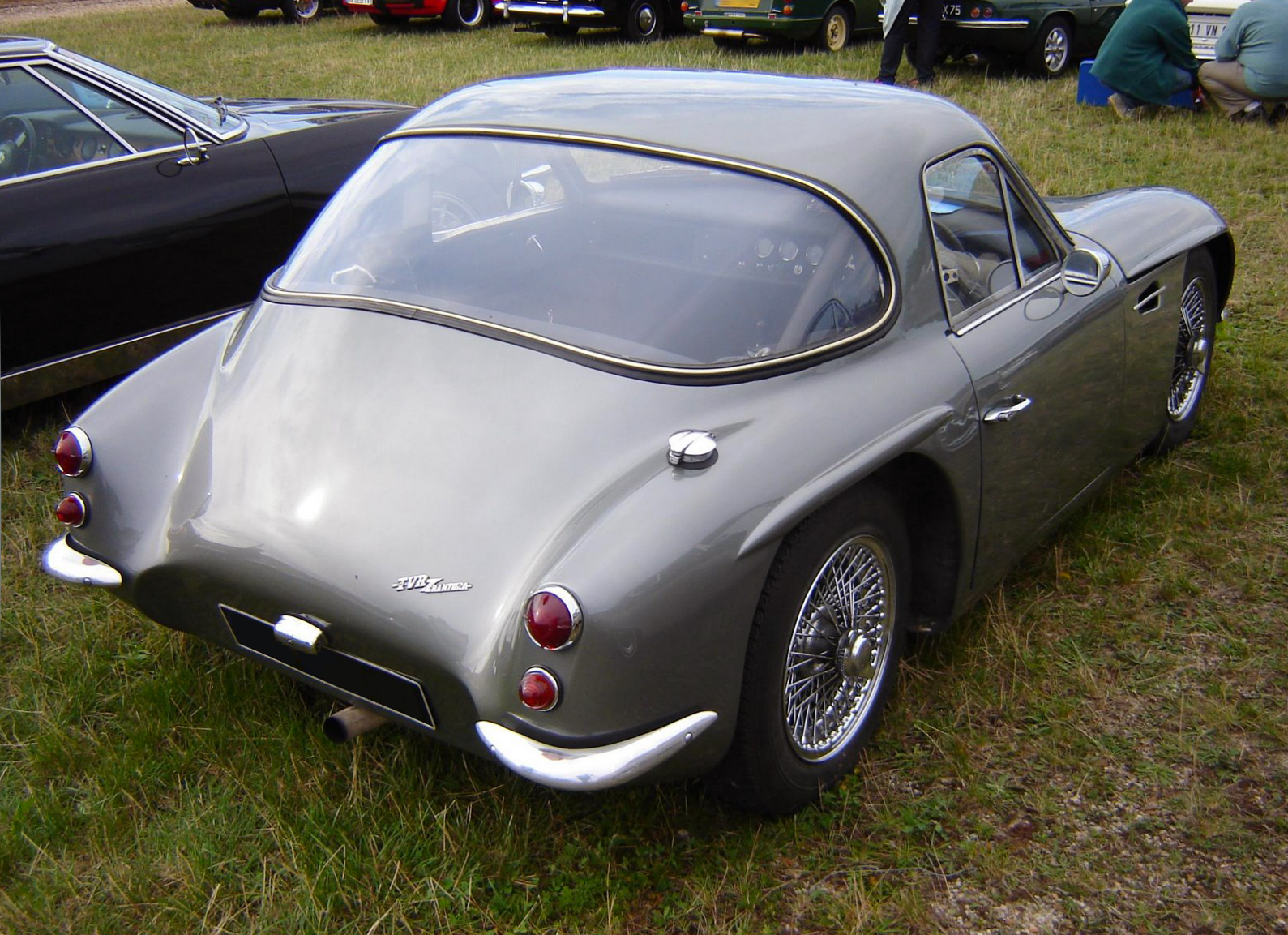
リア

エンジンはいずれも直4OHV。マークI・II時代はフォード製1.2Lなどがラインナップされていたが、マークIIIになると、より高出力なMG・MGA1600マークII用のBMC製1.6Lエンジンが搭載され、1963年にはMG・MGB用のBMC製1.8Lエンジンが搭載された。

## 歴史
- 1957年 - マークI発売
- 1960年 - マークIIにモデルチェンジ
- 1962年 - マークIIIにモデルチェンジ
- 1963年 - BMC製のMG・MGB用1.8Lエンジンを搭載
- 1965年 - マークIVにモデルチェンジ
- 1967年 - マークIVがビクセンに改称されたことで、事実上グランチュラは生産終了。